# Heinrich von Geymüller

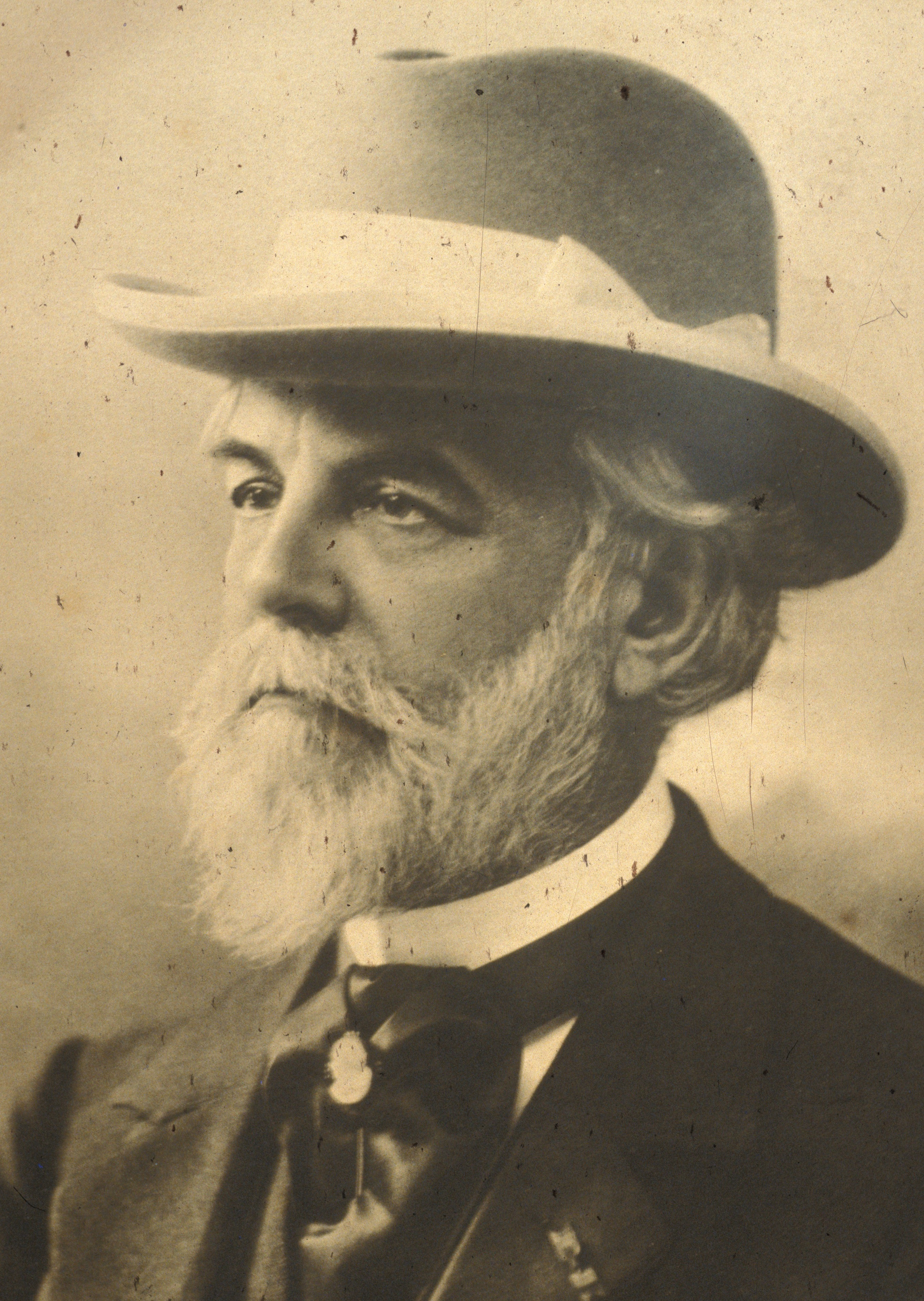
Heinrich von Geymüller

Heinrich Adolf von Geymüller (* 12. Mai 1839 in Wien; † 19. Dezember 1909 in Baden-Baden) war ein Schweizer Kunst- und Architekturhistoriker.
Geymüller war der Sohn von Johann Heinrich Falkner. Er trug den Namen seiner Grosseltern mütterlicherseits. Seine Kindheit verbrachte er in Wien, Brighton und Paris, mit neun Jahren Halbwaise geworden, ging er in Basel, Frankfurt und Lausanne zur Schule. Er studierte ab 1856 Ingenieurswesen in Lausanne und ab 1857 an der École Centrale in Paris, wo er 1860 als Ingenieur-Konstrukteur abschloss. Es folgte 1860 bis 1863 ein Studium an der Berliner Bauakademie. Ab 1864 war er wieder in Paris, wo er an der Académie des Beaux-Arts, im Atelier Questel und im Konstruktionsbüro des Collège Chaptal.
Seit seiner ersten Italienreise 1864 beschäftigte er sich mit der italienischen Renaissance. Bereits seine Dissertation von 1868 beschäftigte sich mit St. Peter in Rom. Geymüller beschäftigte sich zeitlebens mit der Baugeschichte des Petersdoms, und dabei auch mit der Rolle Bramantes. Weitere Monographien widmete er den Architekten Fra Giocondo, Raffael und Brunelleschi sowie der Familie Androuet du Cerceau. Er publizierte als einer der ersten Quellen zu den Thermenbauwerken Roms. Aufmerksamkeit als kulturgeschichtliche Quelle verdient auch sein Briefwechsel mit Jacob Burckhardt. Geymüller publizierte auf Deutsch, Italienisch und Französisch, und legte mit seinem umfangreichen wissenschaftlichen Œuvre das Fundament zur modernen Architekturgeschichte der Renaissance.
Nachdem er sich 1873 gegen das Restaurierungsprojekt Eugène Viollet-le-Ducs der Kathedrale in Lausanne engagierte, folgten regelmässige Beteiligung an Restaurierungsfragen von Kunstdenkmälern in ganz Europa, namentlich die Fertigstellung der Fassade des Mailänder Doms, des Petersdoms, Schloss Chillon, St.-François in Lausanne und der San Lorenzo in Florenz. In der Auseinandersetzung um einen möglichen Wiederaufbau des Heidelberger Schlosses wandte sich Geymüller mit Georg Dehio gegen einen Wiederaufbau. Heinrich von Geymüller nahm als Vertreter der Schweiz am ersten internationalen Denkmalpflegekongress im Jahr 1889 teil. Er starb 1909 im Alter von 70 Jahren in Baden-Baden. In Aachen ehrt ein Fachverlag  für Architektur und Baugeschichte gleichen Namens das Lebenswerk Heinrich von Geymüllers.

## Veröffentlichungen (Auswahl)
- Notizen über die Entwürfe zu St. Peter in Rom, auf bis jetzt unbekannten Quellen, Karlsruhe 1868
- Die ursprünglichen Entwürfe für Sanct Peter in Rom von Bramante, Raphael Santi, Fra Giocondo, den Sangallos u. a. m. : nebst zahlreichen Ergänzungen, und einem Texte, Wien 1875
- Les projets primitifs pour la Basilique de Saint-Pierre de Rome, par Bramante, Raphael Sanzio, Fra Giocondo, Paris 1875
- Cento disegni di architettura d'ornato e di figure di Frà Giovanni Giocondo, Firenze [u. a.] 1882
- Documents inédits sur les thermes d'Agrippa, le Parthénon et les thermes de Dioclétien, Lausanne 1883
- Raffaello Sanzio studiato come architetto con l'ajuto di nuovi documenti, Milano 1884
- mit Carl Martin von Stegmann: Die Architektur der Renaissance in Toscana - dargestellt in den hervorragendsten Kirchen, Palästen, Villen und Monumenten, München 1885ff.
  - Bd. 1: Filippo di Ser Brunellesco, 1885–1893
  - Bd. 2: Michelozzo di Bartolommeo, Donatello, Verrocchio, Jacopo della Quercia, Die della Robbia, Cavalcanti, 1885–1907
  - Bd. 3: Leon Battista Alberti, Bernardo und Antonio Rosselino, mit Carl von Stegmann, 1885–1907
  - Bd. 4: Desiderio da Settignano, Giuliano da Maiano, Benedetto da Maiano, Mino, Andrea Sansovino, Il Cronaca, 1890–1906
  - Bd. 5: Leonardo da Vinci - Giuliano da Sangallo - Antonio da Sangallo der Ältere, 1885–1908
  - Bd. 6: Andrea Bregno, Giudoccio di Andrea, Meister in Siena, Francesco di Giorgio Martini, Meister in Lucca, Vitoni, Portigiani, 1889–1907
  - Bd. 7: Raffaello, Antonio di Sangallo der Jüngere, Baccio d'Agnolo, Rovezzano, Giuliano di Baccio d'Agnolo, Bandinelli, Peruzzi, Vignola, Folfi, 1885–1908
  - Bd. 8: Michelangelo Buonarotti, 1904
  - Bd. 9: Dosio, Tasso, Cristofanello, Vasari, Ammannati, 1885–1904
  - Bd. 10: Allgemeines, Illustrazione storica. Einleitung, Material und Arbeit des Bauens, Handzeichnungen und Modelle, Kirchen, Paläste, Höfe, Loggien, Villen, 1885–1908
  - Bd. 11: Allgemeines, Illustrazione storica. Gebäudeteile, Ornamente und Sgraffiti, Gesamtüberblick und Schlußwort. 1890–1908
  - Registerband, 1909
- Les Du Cerceau leur vie et leur œuvre, Paris [u. a.] 1887
- Handbuch der Architektur / Teil 2, Bd. 6, H. 1 / Historische Darstellung der Entwickelung des Baustils, 1898
- Handbuch der Architektur / Teil 2, Bd. 6, H. 2 / Struktive und ästhetische Stilrichtungen. Kirchliche Baukunst, 1901
- Friedrich II. von Hohenstaufen und die Anfänge der Architektur der Renaissance in Italien, München 1908
- Architektur und Religion - Gedanken über religiöse Wirkung der Architektur, Basel 1911
- Briefwechsel mit Jakob Burckhardt, München, 1914
- Bramante-Studien, Wien 1915